# 690 Вратиславія
690 Вратиславія (690 Wratislavia) — астероїд головного поясу, відкритий 16 жовтня 1909 року.
Тіссеранів параметр щодо Юпітера — 3,154.